# アントニオ・ヌサ
アントニオ・エロモンセレ・ノードビー・ヌサ（Antonio Eromonsele Nordby Nusa, 2005年4月17日 - ）は、ノルウェー・アーケシュフース県ラングース出身のサッカー選手。RBライプツィヒ所属。ポジションはFW。

## クラブ経歴
2018年にスターベクIFのユースアカデミーに入所。2021年に16歳でトップチームに昇格。5月30日のローゼンボリBK戦でプロデビューすると、6月27日のFKボデ/グリムト戦では、プロ3戦目で初ゴールを記録。更に次戦の7月1日のバイキングFK戦では2ゴールを決め、2014年にマルティン・ウーデゴールが当時15歳で記録して以来の、エリテセリエンにおける最年少マルチゴールを達成。
2021年8月31日、クラブ・ブルッヘと契約したことが発表された。
2024年8月13日、RBライプツィヒに移籍した。

## 代表経歴
2023年9月7日、ヨルダン代表との親善試合で代表初出場。この試合で代表初得点も挙げた。

## 人物
- 父はナイジェリア出身のサッカー選手で、ノルウェーのチームでプレーした。